# Seznam členů sedmého Knesetu
Tento článek je seznam členů 7. Knesetu, který byl zvolen ve volbách v roce 1969, konkrétně 28. října 1969. Jeho funkční období trvalo až do zvolení následujícího (osmého) Knesetu v roce 1973.
120 členů sedmého Knesetu bylo rozděleno podle stranické příslušnosti následovně:
- 56 mandátů Ma'arach
- 26 mandátů Gachal
- 12 mandátů Mafdal
- 4 mandáty Agudat Jisra'el
- 4 mandáty Liberalim Acma'im
- 4 mandáty Rešima mamlachtit
- 3 mandáty Rakach
- 2 mandáty Kidma ve-pituach
- 2 mandáty Po'alej Agudat Jisra'el
- 2 mandáty Šituf ve-achva
- 2 mandáty ha-Olam ha-ze-koach chadaš
- 2 mandáty Ha-Merkaz ha-chofši
- 1 mandát Maki

## Seznam poslanců
- poslanecký klub Ma'arach

Almogi • Alon • Ankorin • Arazi • Arbeli-Almozlino • Bar'am • Becker • Ben Aharon • Amora'i • Barkat (pak Jafe) • Ben Porat • Bibi • Cadok • Dajan • Dinstein • Eban • Eli'av • az-Zuabí • Feinberg-Sireni • Feinerman • Galili • Grossman • Guez • Gueršoni • Gvati • Harari • Harman • Herring • Hilel • Chalfon • Chazan • Ja'ari • Ja'akobi • Jadlin • Ješa'jahu • Jifrach • Kargman • Karmel • David Koren • Jicchak Koren • Levin • Me'ir • Navon • Avraham Ofer • Mordechaj Ofer (pak Šachal) • Peres • Rozen • Sapir • Sason • Surkis • Šapira • Šerf • Wertman • Zakin • Zar • Zilberberg
- poslanecký klub Gachal

Abramov • Aridor • Bader • Begin • Ben Eliezer (pak Pat) • Erlich • Goldstein • Halevy • Jedid • Kac • Kešet • Klinghoffer • Korfu • Kremerman • Landau • Levy • Milman • Nechoštan • Nisim • Razi'el-Na'or • Rimalt • Sapir (pak Drobles) • Serlin • Šechterman  • Tamir • Zimmerman •
- poslanecký klub Mafdal

Šlomo Jisra'el Ben Me'ir (pak Jehuda Ben Me'ir) • Burg (pak Goldschmidt) • Friedman • Hammer • Chazani • Levy • Nerija • Rafa'el   • Sanhadra'i • Šachor • Šapira (pak Šaki) • Warhaftig (pak Melamed)
- poslanecký klub Agudat Jisra'el

Gross (pak Mizrachi) • Levin (pak Abramovič) • Lorinc • Poruš
- poslanecký klub Liberalim acma'im

Golan • Hausner • Kol (pak Eli'ad) • Ša'ari
- poslanecký klub Rešima mamlachit

Avizohar (odešel do Ma'arach) • Ben Gurion (pak Šoval) • Har'el • Hurvic
- poslanecký klub Rakach

Habíbí (pak Levenbraun) • Túbí • Vilner
- poslanecký klub Kidma ve-pituach

az-Zuabí • Muadí
- poslanecký klub Po'alej Agudat Jisra'el

Kahana • Verdiger
- poslanecký klub Šituf ve-achva

Nachla • Obejd
- poslanecký klub ha-Olam ha-ze-koach chadaš

Avnery (odešel do Meri) • Kohen (odešel mezi nezařazené)
- poslanecký klub ha-Merkaz ha-chofši

Šostak • Tamir
- poslanecký klub Maki

Sne (pak Mikunis)
- poznámka:

abecední řazení, nikoliv podle pozice na kandidátní listině